# 台风艾玛 (1956年)
台风艾玛是一个强烈而成熟的热带气旋，中心最大风速一度达到了135节，是四级台风的上限。它为伊豆诸岛和琉球群岛带来了大量的降水，其中屋久島为最多，艾玛为该地带来了517.9毫米的降水。受艾玛影响，日本41人死亡，313人受伤，经济损失达到八百万美元（当年价值）。艾玛带来的焚风效应使得富山县鱼津市发生大火，5人死亡、170人受伤。

## 发展过程

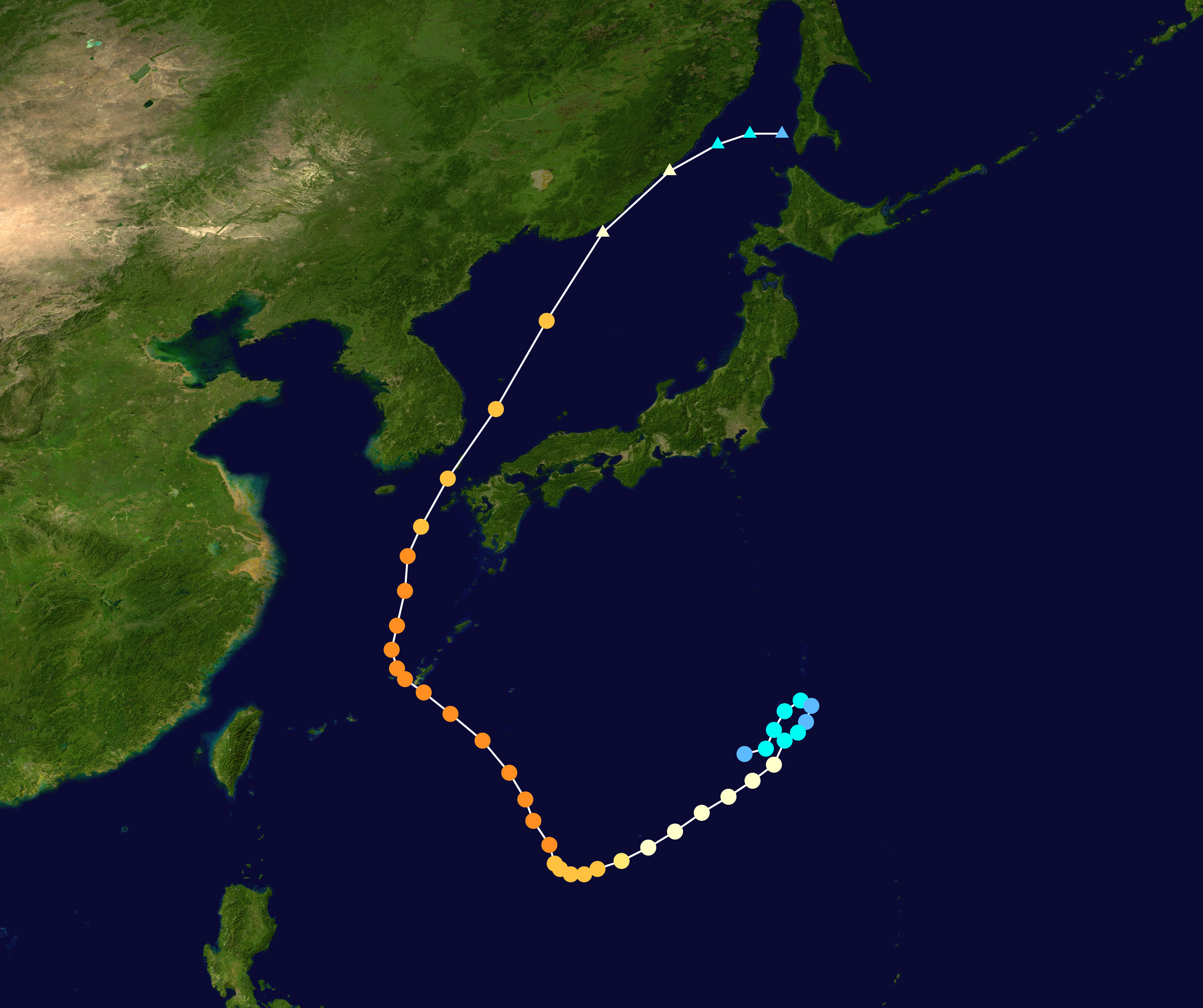
风暴路径图

艾玛起源于一个北马里亚那群岛附近的熱帶擾動，系统于协调世界时9月1日0时增强为热带低气压，并被命名为「艾玛」。9月3日0时，艾玛增强为台风，持续增强并向西南移动，于9月6日达到四级台风强度并转向西北移动。风暴于9月8日正午时分达到巅峰风速135节，为四级台风的上限强度。同日，艾玛在冲绳岛上登陆。9月9日，艾玛通过五岛列岛，在当日晚些时候在对马岛上登陆。台风在通过對馬海峽进入日本海逐渐减弱，11日0时系统减弱为热带风暴，当日正午时分，美国陆军报告称艾玛已经在苏联远东地区上空减弱为热带低气压并逐渐消散。

## 警戒措施
东京的天气中心在9月3日开始对台风发出警告时，艾玛位于硫磺岛的东南偏东方向。美国陆军部将给养送到了冲绳岛上的军事设施里，并将位于冲绳岛上陆军医院的患者转移到风暴避难所中。暴风警报直到9月9日才解除。

## 影响
受艾玛影响，伊豆诸岛南部出现大雨，其中以屋久岛为甚，降水量达到了517.9毫米。艾玛对日本本土的农业造成了巨大损失，其中佐贺县和长崎县的水稻生产遭到了「毁灭性的打击」:178。受艾玛造成的大雨影响，日本全国41人丧生，313人受伤，另有2人失踪。日本全国有超过32,000间房屋损坏，超过一万间房屋进水，损失超过1亿日元（当年价值）。除此之外，全日本还有接近七千亩农田遭到损失，近一千艘船舶受损。长崎港、有明海沿岸的圩田受艾玛影响出现了土壤鹽化现象。静冈县静冈市出现龙卷风，强度约为F1级，致使20人丧生，44人不同程度受伤，另有三百余间房屋不同程度受损。9月10日晚些时候，富山县鱼津市受艾玛影响出现火灾，一千五百余户家庭受灾，5人丧生，170人受伤。
艾玛掠过冲绳岛时，为该岛带来了143公里/小时的大风，并在21小时在嘉手纳空军基地降下了1,059毫米的降水。11名美军士兵在冲绳岛海滩被離岸流卷走，整个琉球诸岛有34人丧生。艾玛为冲绳带来了巨大损失。次年，台风费耶袭击冲绳，造成1.13亿美元的损失。1959年的台风夏洛特也对冲绳带来了巨大损失，致使46人伤亡。艾玛使得一架型号为波音RB-50的飓风猎人侦察机坠毁，16人失踪。当时该侦察机被派往艾玛的东北象限观察。尽管没有证据直接证明，但一般认为飞机是被暴风摧毁的。但另一种理论说，可能是风暴的低气压导致高度表损坏，而导致飞行员对高度的判断错误，而导致飞机被毁。这种理论同样适用于1955年侦测台风珍妮特的一起事故。
风暴同样袭击了南韩，致使42人丧生，35人失踪，其中大部分为渔民。

## 其他资料
- 美国陆军部的报告 （页面存档备份，存于）
- Agora Typhoon的报告（页面存档备份，存于）
- Unisys的最佳路径
- 联合台风警报中心的最佳路径